# Азими, Реза
Реза Азими (перс. رضا عظیمی‎) был старшим военным офицером во время правления шаха Мохаммад Реза Пехлеви Он был генералом и занимал различные военные и государственные посты, в том числе командующий Имперскими сухопутными войсками Ирана и военный министр.

## биография
Азими служил командующим Имперскими сухопутными войсками Ирана с 1960 по 1966 год. Он покинул офис из-за болезни. Затем он был назначен генеральным адъютантом шаха Мохаммад Реза Пехлеви, которым служил до 1970 года.
Позже Азими занимал пост военного министра с 1971 по 1977 год в кабинете премьер-министра Амира Аббаса Ховейды. Он был назначен на этот пост 13 сентября 1971 г.. Азими был среди девяти членов кабинета, которые не были назначенцами или протеже Ховейды. Его заместителем в министерстве также был отставной армейский офицер Хасан Туфанян. Во время своего пребывания в должности Азими занимался законодательными и бюджетными вопросами, а его заместитель Туфанян отвечал за закупку оружия в соответствии с приказами шаха.
Азими сохранил свой пост в последующих кабинетах, сначала возглавляемых премьер-министром Джамшидом Амузегаром, а затем премьер-министром Джафаром Шарифом Эмами. Он также был назначен военным министром военного правительства, которое было сформировано Голамом Резой Азхари в ноябре 1978 года и просуществовало до конца декабря.
По состоянию на 1990 год Азими проживал в Париже, Франция.